# Кімболл (Вісконсин)
Кімболл (англ. Kimball) — місто (англ. town) в США, в окрузі Айрон штату Вісконсин. Населення — 490 осіб (2020).

## Демографія
Згідно з переписом 2010 року, у місті мешкало 498 осіб у 210 домогосподарствах у складі 144 родин. Було 279 помешкань
Расовий склад населення:
| - 97,2 % — білих - 1,2 % — корінних американців - 0,2 % — азіатів |

До двох чи більше рас належало 1,4 %. Частка іспаномовних становила 0,0 % від усіх жителів.
За віковим діапазоном населення розподілялося таким чином: 22,7 % — особи молодші 18 років, 59,8 % — особи у віці 18—64 років, 17,5 % — особи у віці 65 років та старші. Медіана віку мешканця становила 47,4 року. На 100 осіб жіночої статі у місті припадало 100,8 чоловіків;  на 100 жінок у віці від 18 років та старших — 109,2 чоловіків також старших 18 років.
Середній дохід на одне домашнє господарство  становив 67 649 доларів США (медіана — 51 786), а середній дохід на одну сім'ю — 82 412 долари (медіана — 62 292). Медіана доходів становила 54 688 доларів для чоловіків та 44 531 долар для жінок. За межею бідності перебувало 12,8 % осіб, у тому числі 13,0 % дітей у віці до 18 років та 5,3 % осіб у віці 65 років та старших.
Цивільне працевлаштоване населення становило 181 особа. Основні галузі зайнятості: освіта, охорона здоров'я та соціальна допомога — 25,4 %, виробництво — 13,3 %, публічна адміністрація — 11,6 %, роздрібна торгівля — 9,9 %.